# Expansão da Antiga Confederação Suíça

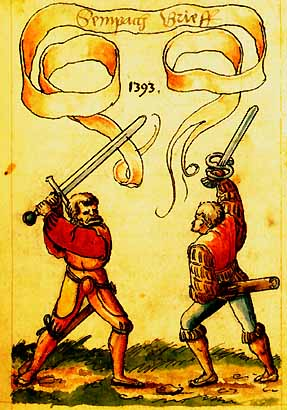
Ilustração de 1550 do Sempacherbrief de 1393, uma das maiores alianças da Antiga Confederação Suíça.

A expansão da Antiga Confederação Suíça é o período da história da Suíça que abrange aproximadamente desde a criação das primeiras alianças entre regiões, em 1291, até a entrada da Reforma Protestante, em 1516. Essa época caracterizou-se nos territórios alpinos pelo estabelecimento de alianças, num princípio débeis, entre um número crescente de regiões e seu progressivo fortalecimento até formar um Estado independente do resto das potências.
Começou como uma aliança entre as comunidades dos vales dos Alpes centrais para facilitar a satisfação dos interesses comuns, como o livre comércio, e para assegurar a paz ao longo das importantes rotas comerciais através das montanhas. No final da Idade Média, esta região pertencia ao Sacro Império Romano-Germânico, e por causa de sua importância estratégica, os imperadores Hohenstaufen tinham-lhe garantido a condição de reichsfrei (Imediatidade imperial) no início do século XIII. Como regiões reichsfrei, os cantões (ou regiões) de Uri, Schwyz e Unterwalden ficaram sob a autoridade direta do imperador, mas fora do controle intermediário de senhores feudais, de modo que desfrutavam de uma ampla autonomia.
Com o auge da dinastia dos Habsburgo, os reis e duques de Habsburgo procuraram estender sua influência sobre esta região e situá-la sob seu domínio. Como consequência, surgiram conflitos entre os Habsburgo e as comunidades das montanhas, que tratavam de defender seu status privilegiado como regiões reichsfrei. Os três Estados fundadores da Eidgenossenschaft Suíça, nome que recebeu a confederação, se uniram no início do século XIV às Cidades-Estado de Lucerna, Zurique e Berna, conseguindo derrotar os exércitos dos Habsburgo em numerosas ocasiões. Também sacaram partido de que o Sacro Império Germânico, durante a maior parte do século XIV, esteve sob a influência da Casa de Luxemburgo, que lhes considerava aliados potenciais contra os Habsburgo. Em 1460 os confederados controlavam a maior parte do território ao sul e ao oeste do rio Reno até os Alpes e a cordilheira do Jura. No final do século XV e depois de livrar duas guerras, a confederação estendeu-se até somar treze cantões (os Dreizehn Orte): na Guerra de Borgoña da década de 1470 os confederados asseguraram sua hegemonia na fronteira ocidental, e sua vitória na Guerra Suaba em 1499 contra os exércitos do imperador Habsburgo Maximiliano I proporcionou-lhes a independência de facto do Império. Durante seu envolvimento nas Guerras Italianas, os suíços conseguiram o controle sobre o Cantão do Tesino.
No século XIV floresceram duas federações similares nos Alpes: no atual Cantão dos Grisones fundou-se a federação das Três Ligas (Drei Bünde), e no atual cantón do Valais, os Sete Décimos (Sieben Zenden), que se formaram como resultado dos conflitos com a Casa de Saboya. Nenhuma destas duas federações foi parte da Eidgenossenschaft, mas ambas estavam estreitamente relacionadas com ela.

## Desenvolvimento territorial

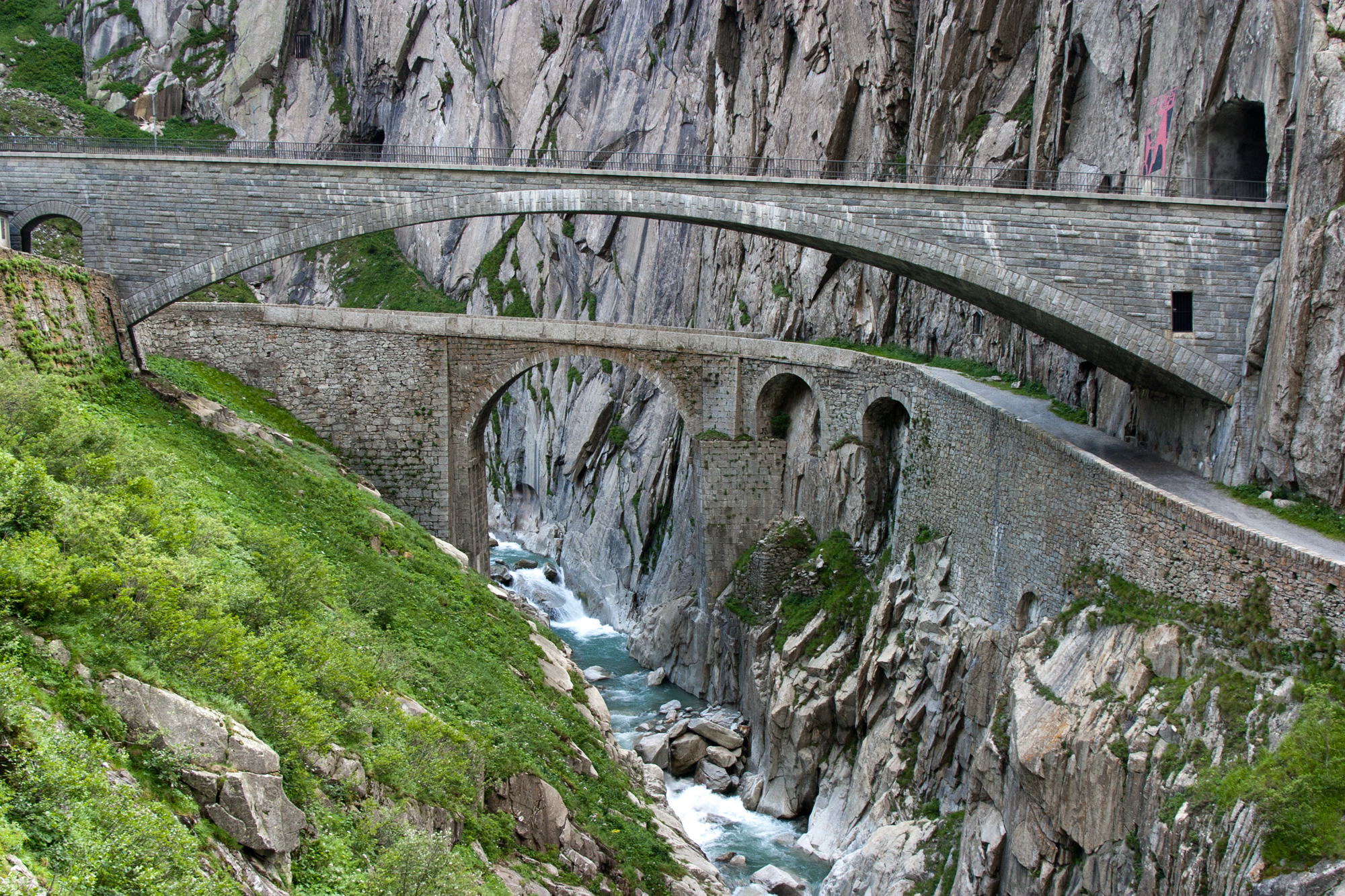
A Ponte do Diabo foi construída no século XIII para completar a estrada sobre o Passo de San Gotardo. A ponte original foi danificado pela guerra e destruído por uma inundação em 1888. A imagem mostra a segunda ponte construída em 1826 e, sobre ele, a terceira ponte, de 1958.

Baixo a dinastia Hohenstaufen do Sacro Império Romano Germânico, as três regiões de Uri, Schwyz e Unterwalden (os Waldstätte ou "comunidades do bosque") tinham conseguido a imediação imperial (em alemão Reichsfreiheit). As duas primeiras porque os imperadores queriam ter o estratégico Passo de San Gotardo baixo controle direto e a última porque a maior parte de seu território pertencia a monastérios reichsfrei. Também tinham ganhado este status as cidades de Berna e Zurique ao se extinguir a dinastia de seus padrões, os Zähringen.
Quando Rodolfo I de Habsburgo foi eleito Rei de Romanos em 1273 passou também a ser o senhor feudal direto destas regiões. Desde este cargo exerceu um domínio estrito e elevou os impostos para financiar guerras e aquisições territoriais, medidas que lhe ganharam a impopularidade na região. Quando morreu em 1291, seu filho Alberto I de Habsburgo se viu envolvido numa guerra política com Adolfo de Nassau pelo trono germânico, o que debilitou o governo dos Habsburgo sobre os territórios alpinos. Então teve insurgências contra os Habsburgo em Suabia e Áustria, mas foram sufocadas rapidamente por Alberto em 1291. Como Zurique tinha participado nestas revoltas, Alberto sitiou a cidade, que finalmente teve que lhe aceitar como padrão.
Estes tempos tumultuosos propiciaram que os Waldstätte cooperassem mais ativamente, tentando preservar ou recobrar seu inmediación imperial. Uri e Schwyz conseguiram que seu status se reconfirmara por Adolfo de Nassau em 1297. Adolfo tinha conseguido chegar a rei porque Alberto, em princípio o candidato mais provável, não foi eleito pela Dieta por seu aspecto e seus rudos modais. No entanto, no ano seguinte Alberto matou a Adolfo na Batalha de Göllheim, com o que o inimigo natural dos cantones do bosque foi proclamado imperador. Em consequência, os cantones do bosque voltaram a perder seu status privilegiado.

### O núcleo

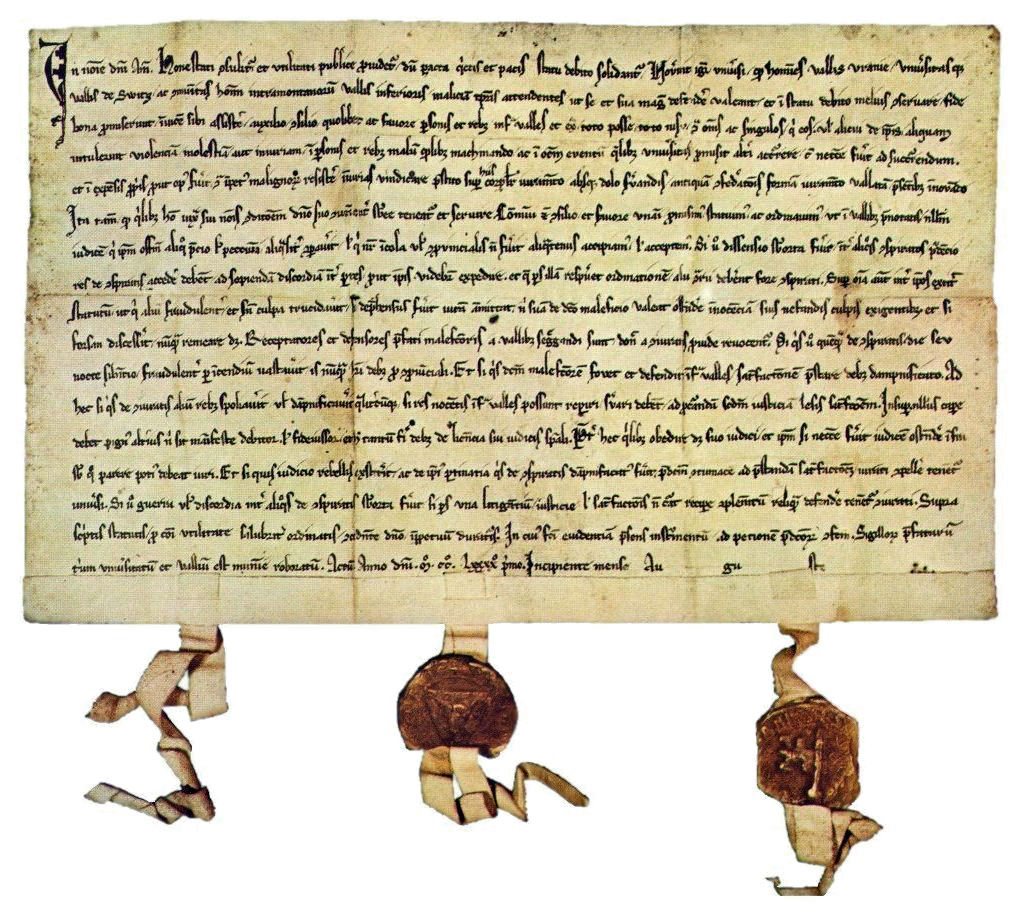
O Bundesbrief ou Carta Federal de 1291.

O Bundesbrief de 1291 considera-se o documento escrito mais antigo que se conserva da aliança entre Uri, Schwyz e Unterwalden, os cantones fundadores da Antiga Confederação Suíça. Sua autenticidade está sujeita a controvérsias, pois a maioria dos historiadores envolvidos opinam que foi escrita algumas décadas mais tarde. É, no entanto, provável que existisse um contrato anterior entre as três "comunidades do bosque", pode que inclusive desde tempos do interregnum. Depois da morte do imperador Alberto I, em 1308, os imperadores germanos procederam da casa de Luxemburgo (com a excepção de Luis IV de Baviera) até 1438, confirmaram as cartas de liberdade (Freibriefe) das três comunidades e geralmente aceitaram seu status como reichsfrei, desejosos de controlar diretamente o passo de San Gotardo e de debilitar a posição da casa rival de Habsburgo. Unterwalden conseguiu finalmente este status em 1309 da mão de Enrique VII, sucessor de Alberto I. Isto não impediu aos duques de Habsburgo, originários de Argovia, o tentar se adjudicar a soberania sobre os territórios ao sul do Rin.
Na luta pela coroa do Sacro Império Romano Germânico de 1314 entre o duque Federico I de Habsburgo e o rei Luis IV de Baviera, os cantões do bosque alinharam-se com os Wittelsbach por temor a que os Habsburgo tentassem de novo se anexar seus territórios, como já tinha facto Rodolfo I. Quando se desatou o conflito longamente gestado entre Schwyz e a abadia de Einsiedeln, os Habsburgo responderam enviando um poderoso exército de cavaleiros contra os camponeses para dominar a insurreição, mas o exército austríaco do irmão de Federico, Leopoldo I de Habsburgo, foi finalmente derrotado na Batalha de Morgarten de 1315. Depois da vitória, os três cantones renovaram sua aliança e Luis IV reconfirmou sua Imediatidade imperial.

### Expansão dosAcht Orte
Nos anos seguintes as três comunidades (seus territórios não correspondiam ainda às áreas dos cantones modernos) desenvolveram uma lenta política de expansão. Uri pactuou com o vale de Urseren em 1317. Em 1332, a cidade de Lucerna uniu-se à aliança, tentando de modo que os Habsburgo reconhecessem suas imediações imperial. Em 1351, estas quatro comunidades do bosque (Vier Waldstätte, um nome que permanece no nome alemão e espanhol do Lago dos Quatro Cantones) se aliaram com a cidade de Zurique, onde a cidadania tinha cobrado poder devido ao estabelecimento da Zunftordnung (leis de gremiales) e a expulsão da nobreza em 1336. A cidade procurava também apoio contra a cidade habsburguiana de Rapperswil, que tinha tratado de derrocar ao prefeito de Zurique Rudolf Brun em 1350. Com a ajuda de seus novos aliados, Zurique foi capaz de resistir o lugar do duque Alberto II de Áustria. A campanha foi tão exitosa que os confederados chegaram inclusive a conquistar a cidade de Zug e o vale de Glaris em 1352. No entanto, em 1356 tiveram que retornar tanto Glaris como Zug aos Habsburgo em consequência da assinatura do tratado de Ratisbona. A mudança, o imperador Carlos IV de Luxemburgo reconheceu a Zunftordnung de Zurique e confirmou seu status de reichsfrei apesar de ter proibido qualquer confederação interna no império em seu Bula de Ouro, promulgada em janeiro desse ano. A Casa de Luxemburgo favorecia os interesses dos confederados porque via neles a um aliado contra a casa rival dos Habsburgo.

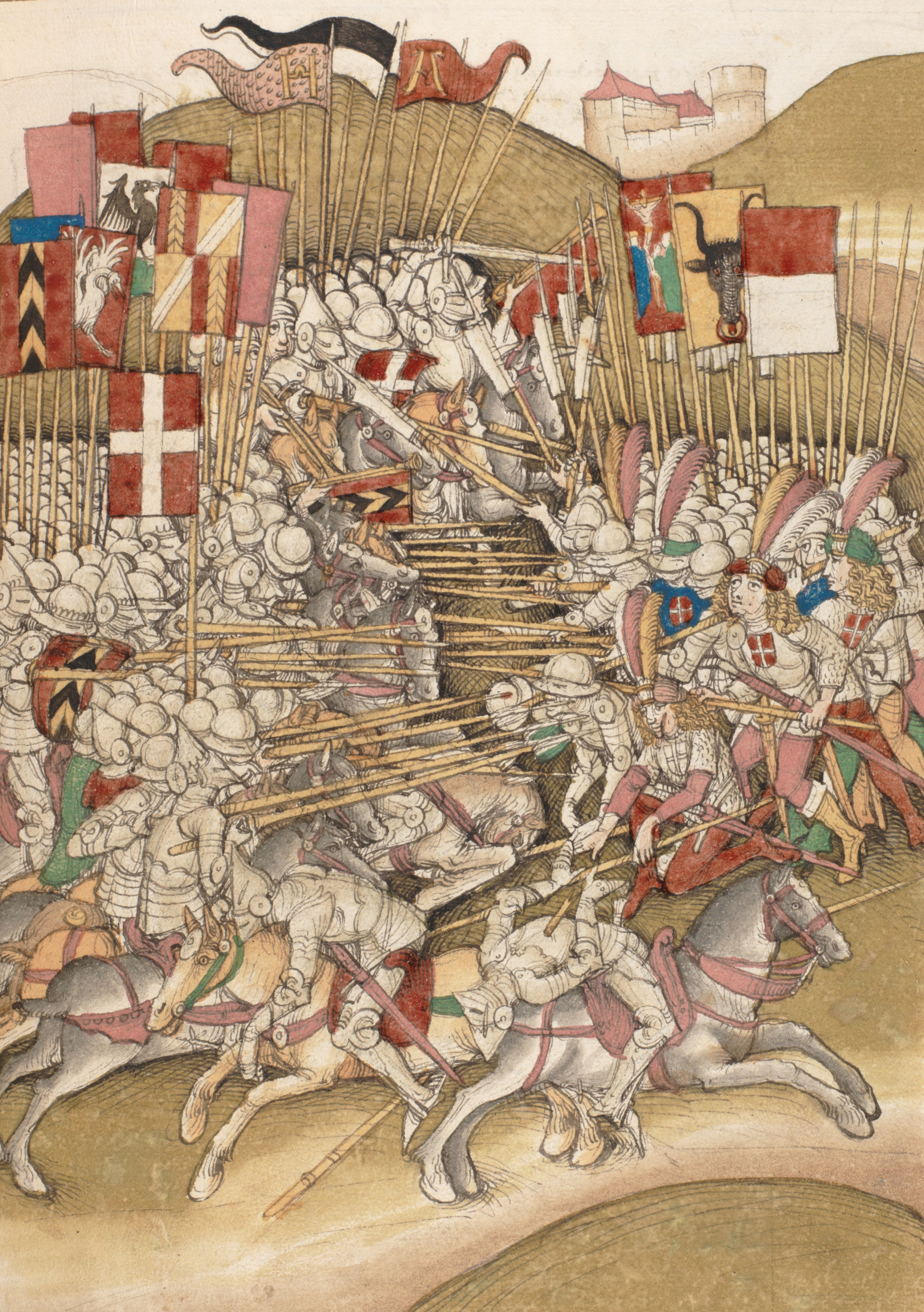
Ilustração de finais do século XV da Batalha de Laupen. As forças confederadas mostram-se à direita.

A Confederação (Eidgenossenschaft) tinha assinado alianças perpétuas tanto com Glaris como com Zug em 1352 e, por tanto, esta data se considera o ponto primeiramente destes cantones na Confederação, ainda que permanecessem baixo controle dos Habsburgo durante uns quantos anos mais.
No oeste, os quatro cantones do bosque tinham pactuado uma aliança com a cidade de Berna em 1321, e inclusive enviado um destacamento para ajudar às forças bernesas em sua expansão territorial contra a Casa de Saboya e os Habsburgo na Batalha de Laupen em 1339. Em 1353, Berna assinou uma aliança "eterna" com a Confederação, completando a "aliança dos oito lugares" (Bund der Acht Orte).
Esta aliança dos Oito lugares não constituía um Estado homogêneo, sina um conglomerado de oito cidades e territórios independentes, que se sustentavam não por um mesmo pacto, sina por uma rede de seis pactos "eternos" diferentes. A cada uma das oito partes perseguia seus interesses particulares, especialmente no caso das poderosas cidades de Zurique e Berna. Zurique formava também parte de uma aliança de cidades situadas ao redor do Lago de Constanza que incluía assim mesmo a Constanza, Lindau e Schaffhausen, e durante algum tempo compreendia a outras cidades tão longínquas como Rottweil ou Ulm, e Berna seguia sua própria política hegemónica, participando sucessivamente em várias alianças com outras cidades, como Friburgo, Murten, Biel ou Soleura. Esta "Confederação Borgoña"- bernesa foi uma sucessão de alianças voláteis, pois, por exemplo, na batalha de Laupen, Friburgo chegou a estar enfrentado a Berna. A posição de Berna depois de dita batalha tornou-se tão forte que as alianças acabavam frequentemente com a assimilação do aliado baixo a dependência de Berna, como passou, por exemplo, com Burgdorf e Payerne.

### Consolidação
Em 1364, Schwyz reconquistou a cidade de Zug e renovou a aliança no ano seguinte. Na década de 1380, Lucerna expandiu seu território de forma agressiva, conquistando Wolhusen, reclamando a soberania do vale de Entlebuch e Sempach, anteriormente baixo o domínio de Habsburgo. Em represália Leopoldo III de Habsburgo armou um exército e enfrentou-se à Confederação para perto de Sempach em 1386, onde seria decisivamente derrotado e morrido durante a Batalha de Sempach. Aproveitando estes acontecimentos, Glaris declarou-se independente e constituiu seu primeiro Landsgemeinde (dieta) em 1387. Na Batalha de Näfels de 1388, um exército austríaco ao comando de Alberto III de Áustria, sucessor de Leopoldo, foi derrotado, e no tratado de paz assinado ao ano seguinte determinou-se que Glaris manteria sua independência dos Habsburgo.
A frouxa federação de Estados reforçou-se com acordos adicionais entre os assinantes. Na Pfaffenbrief de 1370, os seis Estados assinantes (sem Berna nem Glaris) referiram-se a si mesmos pela primeira vez como uma unidade territorial (unser Eydgnosschäft). Com este documento assumiram a autoridade sobre os clérigos, pondo-os baixo sua legislação. Ademais, a Pfaffenbrief proibiu os feudos, e as partes comprometeram-se a garantir a paz do caminho de Zurique ao Passo de San Gotardo. Outro tratado importante foi a Sempacherbrief de 1393. Não só foi o primeiro documento assinado pelos Oito lugares (mais a sócia Soleura), sina que ademais determinou que nenhum deles começaria uma guerra sem o consentimento do resto.
Os confederados apoiaram a insurreição de Appenzell, que começou em 1401, contra a abadia de Sankt-Gallen e Federico IV de Habsburgo, duque de Tirol e Áustria Anterior. Appenzell passou a ser um protetorado dos Acht Orte em 1411, o que acabou com uma paz de 50 anos com Federico IV em 1412.
O imperador Segismundo do Sacro Império Romano Germânico proscreveu a Federico IV em 1415 por seu apoio ao antipapa Juan XXIII no Concilio de Constanza e animou a outros a tomar as posses do duque, entre as que se encontrava Argovia. Depois de conseguir que o imperador lhes garantisse suas mordomias (todos os cantones eram reichsfrei) e um decreto que inabilitava o tratado de paz de 1412, os Eidgenossen (confederados) conquistaram Argovia. Uma grande parte acabou baixo o controle bernés, enquanto o País de Baden seria administrado pela Confederação como propriedade comum até 1798. Só o Fricktal seguiu baixo o domínio dos Habsburgo.

A Antiga Confederação Suíça desde 1291 até o século XVI.

No Valais, desatou-se de novo o conflito entre o Obispado de Sion e o Ducado de Saboya, que tinha levado à separação em 1301 (o obispado controlaria o Valais superior e os Saboya a parte inferior). Por duas vezes os Saboya ocupariam o Valais inteiro, mas ambas vezes seriam derrotados. Os dois tratados de paz de 1361 e 1391 restabeleceram o status quo de 1301. Como resultado destas lutas, os povos do Valais superior se organizaram nos Sieben Zenden ("sete décimos") ao redor de 1355, acabando estas guerras como pequenos Estados praticamente independentes: uma situação similar à dos cantones da Eidgenossenschaft.
Nos Grisones, chamados então Churwalden, o bispo de Coira e muitas famílias nobres locais competiram pelo controle da região, que contava com muitos passos alpinos. Ao longo do século XIV apareceram três unes de comunidades livres. A Gotteshausbund ("Une da Casa de Deus"), que cobria os arredores de Coira e a Engadina, se fundou quando o bispo planeou em 1367 entregar a administração de sua diócesis aos Habsburgo. Comprou sua liberdade pagando a dívida do bispo, e nas décadas seguintes incrementou seu controle sobre a administração do obispado, até que o regente do bispo foi deposto em 1452. No vale superior do Rin fundou-se a Grauer Bund ("Une Cinza") em 1395 baixo a direção do abad da Abadia de Disentis, e incluía não só as comunidades de camponeses, sina também a nobreza local, o que acabou com o feudo desta última. Para 1424 une-a Cinza estava dominada pelas comunidades livres e estabeleceu uns estatutos mais democráticos.

### Crise interna
As relações entre os cantones individuais da Confederação não estavam livres de tensões. Evitou-se a duras penas um primeiro choque entre Berna e os Vier Waldstätten por causa do conflito de Raron (Berna apoiava aos barones de Raron, enquanto os cantones do bosque alinhavam-se com os Sieben Zenden) no Valais superior. Os barões locais de Raron eram praticamente a família dominante do Valais superior no final do século XIV e competiram com o bispo de Sion pelo controle de vale. Quando o imperador Segismundo lhes nomeou condes em 1413 e ordenou ao bispo que entregasse seus territórios aos von Raron em 1414 se desatou uma revolta. Para o ano seguinte ambos contendentes tinham perdido, pois os von Raron não conseguiram expulsar ao bispo, que como contrapartida tinha concedido grandes mordomias aos Sieben Zenden mediante a assinatura do Tratado de Seta de 1415.
A Antiga Guerra de Zurique, que começou como uma disputa pela sucessão do conde de Toggenburg, foi uma prova mais séria para a unidade dos Oito lugares. Zurique não aceitava as reivindicações de Schwyz e Glaris, que estavam apoiados pelo resto dos cantones, e em 1438 declarou um embargo, lhes interrompendo o fornecimento de grão. O resto dos membros da Confederação expulsaram a Zurique da mesma em 1440 e declararam-lhe a guerra. Em represália, Zurique pactuou com os Habsburgo em 1442. O resto dos cantones invadiram Zurique e sitiaram a cidade, mas foram incapazes de capturá-la. Em 1446 ambas partes contendentes estavam exaustas e se assinou uma paz preliminar. Em 1450, os dois bandos assinaram a paz definitiva e Zurique foi admitida de novo na Confederação, mas teve que dissolver sua aliança com os Habsburgo. Este conflito é significativo, já que demonstra que a Confederação tinha crescido até formar uma aliança política tão estreita que não tolerava tendências separatistas de seus membros.
O final da dinastía dos condes de Toggenburg em 1436 teve também efeitos nos Grisones. Em seus antigos territórios de Prättigau e Davos, os (inicialmente onze, depois da fusão só dez) povos fundaram a Zehngerichtebund ("Liga de Dez Jurisdições"). Para 1471, as três unes junto com a cidade de Coira tinham formado uma federação de estreitos laços, baseada na assistência militar e pactos de livre comércio entre as partes, que incluía uma dieta federal comum: as Drei Bünde (Três Unes) tinham nascido, ainda que a aliança não concluir-se-ia oficialmente em forma de contrato escrito até 1524.

### Expansão posterior
Na segunda metade do século XV, a Confederação expandiu seus territórios. No norte, as cidades anteriormente controladas pelos Habsburgo de Schaffhausen e Stein am Rhein tinham passado em 1415 a gozar do status de imediação imperial depois da expulsão de Federico IV. As duas cidades, de importância estratégica —ofereciam os dois únicos pontes fortificadas sobre o Rin entre Constanza e Basilea— não só estavam enfrentadas com os barones da vizinha Hegau, sina que também se encontravam baixo a pressão dos duques de Habsburgo, que pretendiam reintegrar as cidades baixo seu domínio. Em 1 de junho de 1454 Schaffhausen passou a ser um membro associado (Zugewandter Ort) da Confederação ao aliar-se com seis dos oito cantones (Uri e Unterwalden não participaram). Com a ajuda dos confederados repelieron um exército de dois mil homens dos Habsburgo ao este de Thayngen. Stein am Rhein pactuou uma aliança similar o 6 de dezembro de 1459.
A cidade de Sankt Gallen tinha passado a ser livre em 1415, mas mantinha um conflito com seu abad, que tentou que caísse baixo sua influência. Mas como os duques de Habsburgo foram incapazes de apoiar de alguma forma, foi forçado a pedir ajuda aos confederados, e a abadia se converteu num protetorado da Confederação o 17 de esgoto de 1451. A cidade foi aceitada como Estado associado o 13 de junho de 1454. Friburgo, outra cidade dos Habsburgo, passou a estar controlada pelo Duque de Saboya durante a década de 1440 e teve que aceitar ao duque como seu senhor em 1452. No entanto, também se aliou com Berna em 1454, passando a ser um Estado associado. Outras duas cidades que pediram ajuda aos Eidgenossen contra os Habsburgo foram Rottweil, que passou a ser Estado associado o 18 de junho de 1463, e Mülhausen, que fez o próprio o 17 de junho de 1466, mediante uma aliança com Berna (e Soleura). Em Rapperswill, um enclave habsburguiano no Lago de Zurique dentro do território confederado, um golpe de Estado de 1458 favorável à confederação levou à cidade a ser um protectorado da Eidgenossenschaft em 1464.
O duque Segismundo de Áustria viu-se envolvido numa luta pelo poder com o Papa Pío II pela nomeação de um bispo em Tirol em 1460. Quando o duque foi expulsado pelo Papa, se produziu uma situação similar à de 1415. A Confederação sacou vantagem dos problemas dos Habsburgo e conquistou Turgovia e a região de Sargans em outono de 1460, que passaram a ser propriedades administradas em comum. Num tratado de paz do 1 de junho de 1461, o duque não teve mais alternativa que aceitar a nova situação.
Os suíços também mostraram interesse em estender sua influência ao sul dos Alpes para assegurar a rota comercial através do Passo de San Gotardo para Milão. Em 1331 começaram a estender sua influência mediante acordos pacíficos, mas no século XV envolveram-se militarmente. Em 1403 a alta Leventina, o vale ao sul do passo, converteu-se num protetorado de Uri. Ao longo do século XV produziu-se uma luta de resultados variáveis entre os suíços e o Ducado de Milão. Em 1439 Uri assumiu o controle completo da alta Leventina, região sobre a qual o Ducado de Milão abandonou suas reivindicações dois anos mais tarde. Os suíços conquistaram violentamente duas vezes o actual Cantón do Tesino e o vale de Ossola, mas ambas vezes foram reconquistados pelos milaneses todos os territórios, exceto Leventina. As duas vezes os suíços conseguiram, pese a sua derrota, negociar tratados de paz favoráveis a seus interesses.

### As Guerras da Borgonha

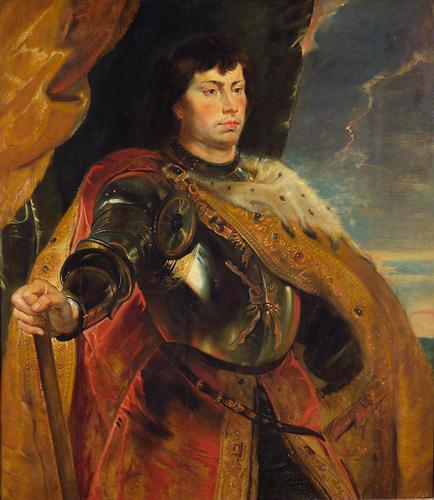
Carlos o Temerario.

As Guerras da Borgonha foram um conflito entre a Dinastía Valois e a Casa de Habsburgo. O expansionismo agressivo do duque de Borgoña, Carlos o Temerario, enfrentou-lhe ao rei Luis XI da França e ao imperador Federico III de Habsburgo. Os embargos políticos contra as cidades de Basilea, Estrasburgo e Mulhouse fizeram-lhe ir a Berna em procura de ajuda.
Os conflitos culminaram em 1474, depois da assinatura de um tratado de paz entre Segismundo de Áustria e os confederados em Constanza (mais tarde chamado Ewige Richtung). Os confederados, unidos às cidades alsacianas e a Segismundo numa "une contra Borgoña", conquistaram parte do Jura burgundio (o Franco Condado) e, ao ano seguinte, forças bernesas ocuparam e arrasaram o Vaud, que pertencia ao Ducado de Saboya, aliado com Carlos o Temerário. Os Sieben Zenden, com a ajuda de Berna e outras forças confederadas, expulsaram aos de Saboya do baixo Valais depois de uma vitória na Batalha de Planta em novembro de 1475. Em 1476 Carlos contra-atacou e marchou para Grandson com seu exército, mas sofreu três grandes derrotas seguidas. Primeiro na Batalha de Grandson, mais tarde na Batalha de Murten e finalmente na Batalha de Nancy, onde morreu em 1477 enquanto lutava contra a conjunción dos confederados e um exército de René II de Lorena. Há um provérbio que resume estes acontecimentos da seguinte forma: "Bi Grandson s'Guet, bi Murte de Muet, bi Nancy s'Bluet" (hät de Karl de Küeni verloore) ("(Carlos o Temerário perdeu) seus bens em Grandson, seu temeridad em Murten e seu sangue em Nancy").
Como resultado das Guerras da Borgonha, a dinastia dos Duques de Borgonha se extinguiu. Berna devolveu o Vaud ao Duque de Saboya a mudança de um resgate de 50.000 florines holandeses em 1476, e vendeu suas reivindicações sobre o Franco Condado a Luis XI da França por 150.000 florines em 1479. Os confederados só retiveram baixo seu controle pequenos territórios ao este da cordillera do Jura, especialmente Grandson e Murten, como dependências comuns de Berna e Friburgo. Valais, no entanto, seria independente a partir de então, e Berna reconquistaría Vaud em 1536. Conquanto os efeitos territoriais das Guerras de Borgoña foram menores, marcaram o início do emprego dos mercenários suíços nos campos de batalha europeus.

### Mercenários suíços

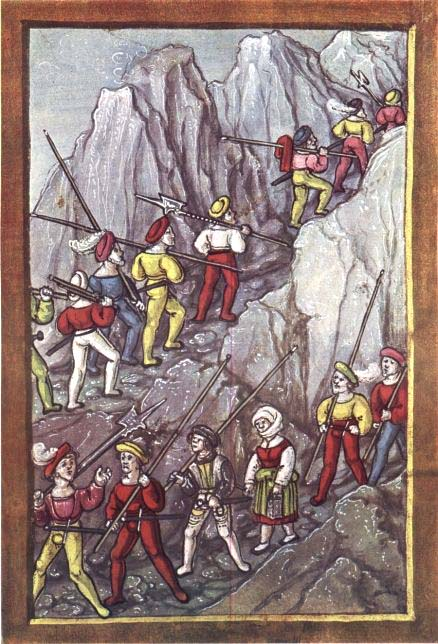
Mercenários suíços cruzando os Alpes (Luzerner Schilling).

Nas Guerras da Borgonha, os soldados suíços tinham-se ganhado a reputação de ser quase invencíveis, e seus serviços mercenários foram requeridos a cada vez com mais frequência pelas potências europeias da época. Desta forma, os soldados treinados nas batalhas pela independência de seus territórios, dos reis e os imperadores, passaram a lutar ao serviço dos grandes senhores a mudança de uma paga.
Pouco depois das Guerras de Borgoña, os cantones estabeleceram acordos individuais para a contratação de mercenários com muitos interessados, incluindo o Papa — a Guarda Suíça papal fundou-se em 1505 e começou a operar ao ano seguinte. Assinaram-se mais contratos com França (uma guarda suíça de mercenários seria aniquilada no assalto do Palácio das Tullerías em Paris em 1792), o Ducado de Saboya, Áustria e outros. Os mercenários suíços desempenhariam um papel inicialmente importante, mas mais tarde secundário, nos campos de batalha de Europa até finais do século XVIII.
As forças suíças viram-se cedo envolvidas nas Guerras Italianas entre os Valois e os Habsburgo pelo domínio do norte de Itália. Quando o poder do Ducado de Milão se desvaneceu por causa destas guerras, os suíços conseguiram finalmente se fazer com o Tesino completo. Em 1500 ocuparam as fortalezas de importância estratégica de Bellinzona, que o rei Luis XII de França, que governava Milão naquela época, cedeu definitivamente em 1503. De 1512 em adiante, os confederados lutaram no bando do Papa Julio II e seu Une Santa contra os franceses nos territórios ao sul dos Alpes. Depois de alguns sucessos temporões, e depois de ter conquistado grande parte do território do Ducado de Milão, foram derrotados finalmente pelo exército francês na Batalha de Marignano em 1515, o que pôs fim às intervenções militares da Confederação, excetuando os serviços mercenários baixo bandeiras estrangeiras. O resultado destas manobras foi a obtenção do Tesino como região administrativa comum da Confederação e a ocupação do vale do rio Adda (Valtelina, Bormio e Chiavenna) pelas Drei Bünde, que seguiriam dependendo dos Grisones até 1797, com uma breve interrupção durante a Guerra dos Trinta Anos.

### OsDreizehn Orte
Tanto Friburgo como Soleura, que tinham participado nas Guerras de Borgoña, queriam unir à Confederação depois da guerra, o que teria desequilibrado a balança a favor dos cantones urbanos. Os cantones rurais opuseram-se fortemente. Em 1477 fizeram uma marcha para as cidades em protesto.
Em Stans teve lugar um Tagsatzung para resolver o contencioso em 1481, mas a guerra parecia inevitável. Um ermitão local, Niklaus von der Flüe, foi consultado a respeito da situação. Pediu que se transmitisse uma mensagem aos membros do Tagsatzung de sua parte. Os detalhes da mensagem não se conhecem ao dia de hoje, mas acalmou os temperamentos. Friburgo e Soleura foram admitidos na Confederação.
Tempo após que se estabelecessem pactos bilaterais isolados entre as unes dos Grisones e alguns cantones da Confederação desde princípios do século XV, a federação das Três Unes em conjunto passou a ser um Estado associado da Confederação em 1498, ao assinar alianças com os sete cantones orientais.
Quando os confederados recusaram aceitar as resoluções do Reichstag de 1495 em Worms, se desatou a Guerra Suaba (Schwabenkrieg ou Schweizernkrieg em Alemanha) em 1499, enfrentando à Confederação à Une Suaba e ao imperador Maximiliano I de Habsburgo. Depois de algumas batalhas nos arredores de Schaffhausen, no Voralberg austríaco e nos Grisones, onde os confederados concentraram mais vitórias que derrotas, a Batalha de Dornach, na que pereceu o comandante do Imperador, pôs fim à guerra. Em setembro de 1499 assinou-se um tratado de paz em Basilea que estabelecia a independência de facto da Eidgenossenschaft, ainda que seguiria sendo nominalmente parte do Sacro Império Romano Germánico até após a Guerra dos Trinta Anos e não se incluiu no sistema de Círculos Imperiais em 1500.
Como consequência direta da Guerra Suaba, os Estados previamente associados de Basilea e Schaffhausen entraram na Confederação em 1501. Em 1513, Appenzell seguiu o mesmo caminho, passando a ser o décimo terceiro membro. As cidades de Sankt Gallen, Biel, Mulhouse e Rottweil, bem como as Três Unes nos Grisones foram associados da Confederação (Zugewandte Orte). Valais seria um Estado associado em 1529.

### Mitos e lendas

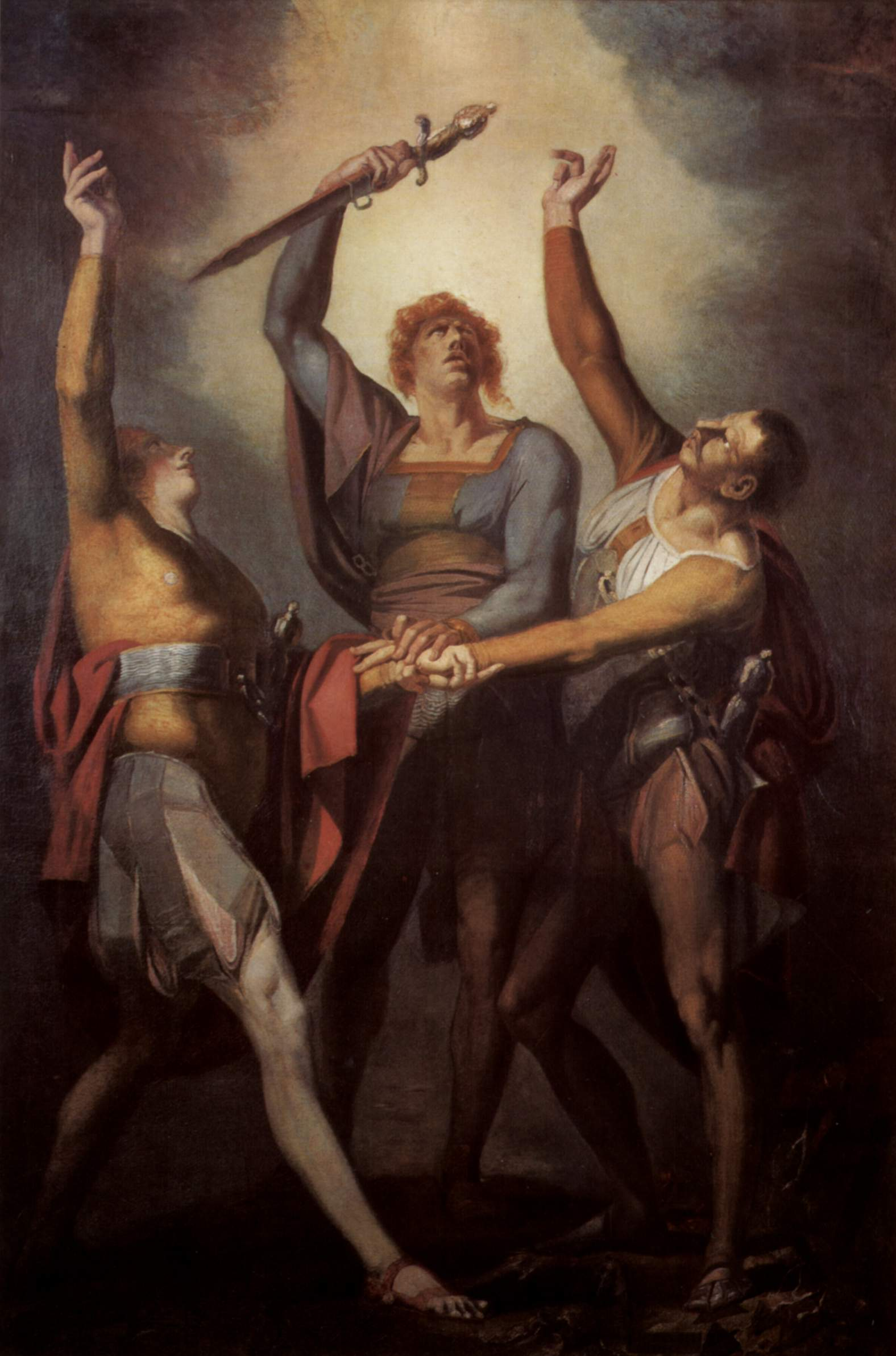
Juramento do Rütli, Henry Fuseli, 1780.

Os acontecimentos contados na saga de Guillermo Tell, que teriam tido lugar ao redor de 1307, não estão apoiados por evidências Históricas. Este relato, como o do Juramento de Rütli (Rütlischwur), num prado sobre o Lago dos Quatro Cantones, parece datar de finais do século XV e fazer parte de uma colecção de relatos populares de 1470, o Weisse Buch von Sarnen. Considera-se geralmente uma glorificação fictícia das lutas pela independência dos Waldstätten (cantones do bosque).
A lenda de Arnold von Winkelried aparece registada em meados do século XVI; as primeiras crónicas da Batalha de Sempach não lhe mencionam. Diz-se que Winkelried abriu uma brecha nas linhas da infantaria austríaca se lançando para suas lanças e derrubando com seu corpo, de forma que os confederados puderam atacar através da brecha aberta.

## Desenvolvimentos sociais
As mudanças sofridas ao redor do século XIII exerceram uma profunda influência na sociedade. Gradualmente, a população de servos foi voltando-se um agrupamento de camponeses livres e cidadãos. Nas cidades —que eram pequenas, segundo os critérios atuais, pois Basilea tinha 10.000 habitantes enquanto Zurique, Berna, Lausana e Friburgo tinham uns 5.000 a cada uma— o desenvolvimento foi natural, e os senhores feudais cedo lhes dotaram de uma verdadeira autonomia, em particular sobre sua administração interna. A princípios do século XIV os artesãos das cidades começaram a formar grémios e foram tomando o controle político, especialmente nas cidades situadas ao longo do Rin, como Basilea, Schaffhausen, Zurich ou Coira (mas não, por exemplo, em Berna ou Lucerna —ou em Frankfurt— onde uma aristocracia forte inhibió tal desenvolvimento). As cidades gremiais tinham uma estrutura relativamente democrática, com o governo de um conselho eleito pelos cidadãos.
Nas áreas rurais a população em general desfrutava de menos liberdades, mas alguns senhores levaram a cabo a colonização de áreas remotas outorgando mordomias aos pioneiros. Um movimento de colonização bastante conhecido foi o dos Walser, do Valais aos Grisones, que produziu assentamentos em alguns vales no século XIV. Nas regiões montanhosas, a comunidade dirigia Comunalmente a exploração dos campos comuns, os pastos alpinos e os bosques (importantes como proteção contra avalanches). As comunas do vale cooperavam estreitamente e começaram a comprar propriedades dos proprietários de terras da nobreza ou simplesmente a expulsa-los de suas terras pela força. Formaram-se dietas regionais; os Landsgemeinde formaram-se para tratar a administração das comunas, e também serviam como alto tribunal e para eleger representantes, os Landammann.

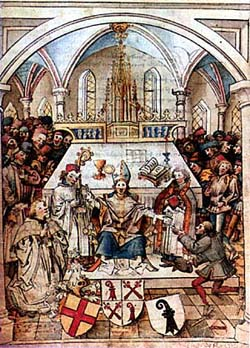
Representação contemporânea da cerimónia de inauguração da Universidade de Basilea na Catedral de Basilea em 4 de abril de 1460.

Ainda que tanto os cidadãos pobres como os ricos e os camponeses tinham os mesmos direitos (ainda que não o mesmo status), não todos eram iguais. Os emigrantes que chegavam a uma cidade não tinham direitos políticos e eram chamados Hintersassen. Em áreas rurais, tinham que pagar para trabalhar as terras comuns. Só se lhes garantiam plenos direitos quando adquiriam a cidadania, questão que não dependia só de sua riqueza (pois tinham que comprar a cidadania), sina que ademais tinham que ter vivido ali por algum tempo, especialmente se viviam em zonas rurais.
As cidades seguiram uma política de expansão territorial para conseguir o controle das regiões rurais circundantes, das que dependiam, empregando o poder militar ou, com frequência, meios mais subtis como a compra de suas terras, ou a aceitação como cidadãos dos servos (os libertando por tanto: "Stadtluft macht frei" —"o ar da cidade liberta") de um senhor feudal. Os camponeses possuíam sua terra, os povos administravam suas propriedades comuns e os vilões participavam como jurado no tribunal da cidade. Tinham, no entanto, que servir militarmente à cidade, o que por outra parte incluía o direito a possuir suas próprias armas.
Basilea passou a ser o centro educativo e cientista na segunda metade do século XV. A cidade albergou o Concilio de Basilea de 1431 a 1447, e em 1460 fundou-se a Universidade de Basilea que atrairia a muitos pensadores notáveis, como Erasmo ou Paracelso.

### Economia
A população dos cantones era de 600.000 almas ao redor do 1400 e cresceu até 800.000 para 1500. A produção de grão era suficiente só em algumas das regiões menos elevadas, enquanto a maior parte do território dependia da importação de trigo, avena ou cevada. Nos Alpes, onde a colheita de grão sempre foi particularmente baixa devido ao clima, se produziu uma transição para a produção de queijo e mantequilla de leite de vaca. À medida que os caminhos foram melhorando e voltaram-se mais seguros, foi florescendo o comércio entre as cidades.
As cidades tinham mercados e centros de comércio de importância, e encontravam-se nas estradas que atravessavam os Alpes. Desenvolveu-se a manufatura têxtil, sobretudo em Sankt Gallen. O queijo (especialmente o emmental e o gruyer) foi um produto muito exportado. As exportações das cidades suíças chegavam a grande distância, até o Levante e Polónia.
No século XV, os serviços mercenários passaram a ser um importante fator económico. O Reisläuferei (serviço mercenário) atraía a numerosos jovens aventureiros suíços que viam nele uma maneira de escapar à pobreza de seus lares. Paga-las não só eram recebidas pelos mercenários, sina que suas cantones originários também recebiam uma parte, e este serviço, apesar de ser fortemente criticado na época por diminuir os recursos humanos da Confederação, se voltou popular entre os jovens camponeses dos cantones rurais.

### Organização política
Inicialmente, a Eidgenossenschaft não estava unida por um pacto singular, sina por um conjunto completo de pactos sobrepostos e tratados bilaterais separados entre vários membros, de exigências mínimas. As partes geralmente lembravam lutar para preservar a paz em seus territórios, ajudar-se com os contenciosos militares e definir uma verdadeira arbitragem para suas disputas. A Sempacherbrief de 1393 foi o primeiro tratado que uniu os oito cantones e, portanto, estabelecia uma assembleia federal. A Tagsatzung (Dieta federal) desenvolveu-se no século XV. O segundo tratado de unificação seria o Stanser Verkommnis de 1481.
A Dieta federal reunia-se normalmente muitas vezes ao ano. A cada cantón delegava dois representantes, o que normalmente incluía também aos Estados associados. Inicialmente, o cantón no que se reuniam os delegados presidia o encontro, mas no século XVI Zurique assumiu a presidência (Vorort) de forma permanente, e Baden passou a ser o lugar de encontro.
A Dieta federal tratava todos os assuntos entre cantones e exercia também como corte de arbitragem onde dirimir as disputas entre os Estados membros, ou onde sancionar aos membros que disintieran, como ocorreu na Antiga Guerra de Zurique. Assim mesmo organizava e supervisionava a administração das propriedades comuns, como o País de Baden, Freiamt, Turgovia, o vale do Rin entre o Lago de Constanza e Coira ou em Tesino. Os administradores destas propriedades comuns exerciam seu cargo durante dois anos e pertenciam a cada período a um cantão diferente.
Apesar de seu carácter informal (não tinha uma base legal formal que descrevesse as concorrências), as Dietas federais eram um importante instrumento dos inicialmente oito, e mais tarde treze cantones, para decidir sobre matérias intercantonales. Igualmente demonstrou ser um importante instrumento no desenvolvimento do sentimento de unidade entre cantones, em ocasiões muito individualistas. Lentamente, foram-se definindo como uma Eidgenossenschaft e se foram considerando a si mesmos como treze Estados separados com débis laços de união.

## Veja-se também
- História de Suíça
- Obispado de Sion
- Guerra de Borgoña
- Casa de Habsburgo
- História de Valais
- História dos Grisones
- Guerra Suaba